# فتح‌الله (نظامی)

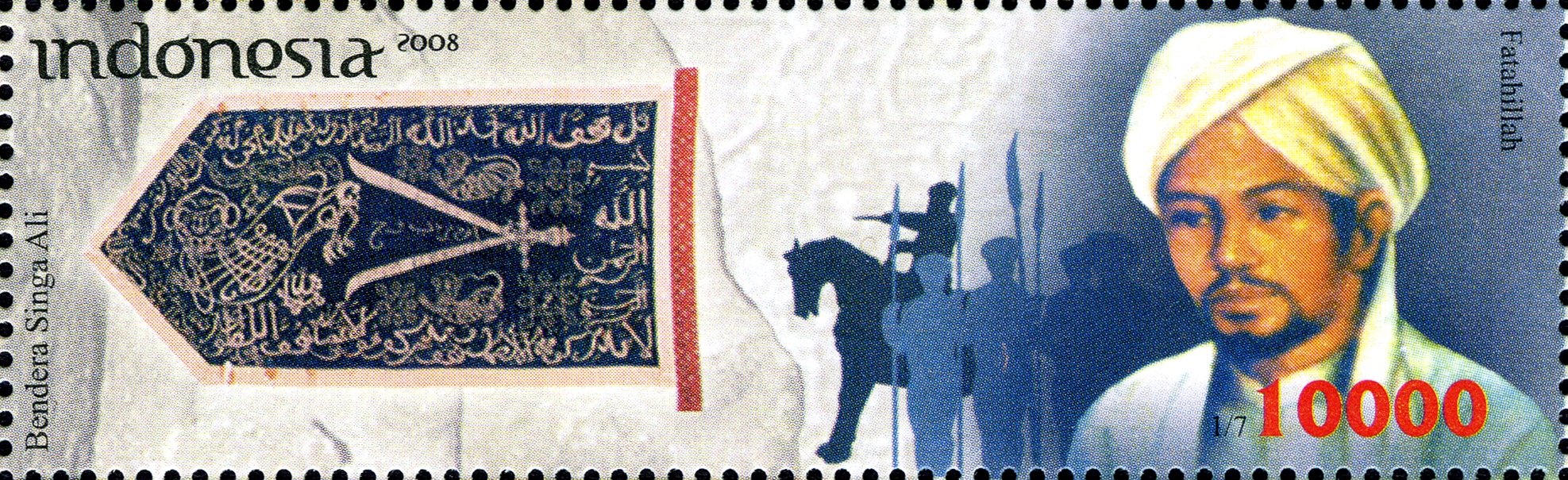
فتح‌الله (سمت راست) در تمبر اندونزی مربوط به سال ۲۰۰۸، به تصویر کشیده شده است.

فتح‌الله (به انگلیسی: Fatahillah)، فضی‌الله خان (Fadhillah Khan)، یا فلاتحان (نوشته پرتغالی، Falatehan) : ۴۳۳ یک فرمانده در سلطان‌نشین دماک بود که به خاطر رهبری قشون در فتح سوندا کلاپا در سال ۱۵۲۷ و تغییر نام آن به جایاکارتا معروف است. فتح سوندا کلاپا یکی از مأموریت‌های او برای اشاعه اسلام در جاوه غربی بود. او در حد وسیعی به عنوان یک قهرمان ملی در اندونزی شناخته شده است.
میدان فتح‌الله در جاکارتا و کشتی کی‌آر‌آی فتح‌الله (۳۶۱) متعلق به نیروی دریایی اندونزی به یاد او نامگذاری شده‌اند.